# Zwentibold

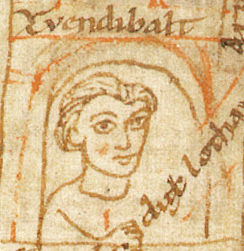
Zwentibold in einer Stammbaum-Chronik (Chronicon Universale) der Karolinger von Ekkehard von Aura (12. Jahrhundert)

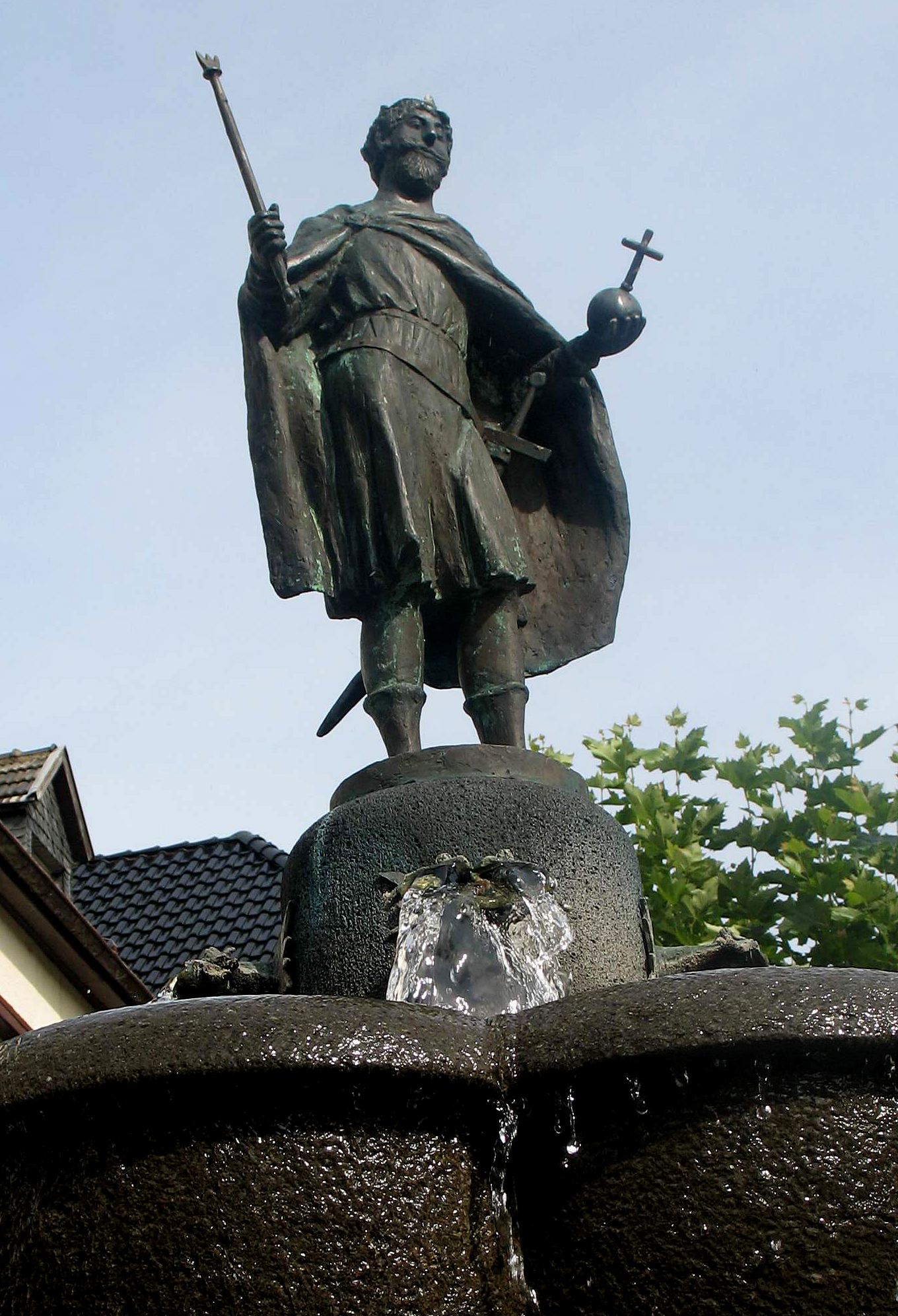
König Zwentibold, Brunnenfigur von Theo Heiermann, (1982) in Bad Münstereifel

Zwentibold (* 870/871; † 13. August 900), auch Zwentibald, Zuintibold, Zuendibalt, Zuendibold, Zuantibold, (Latein Zendeboldus, Tuendebolebus, oder Zuendeboldus), aus dem Adelsgeschlecht der Karolinger war von Mai 895 bis 900 König von Lotharingien.

## Leben
Zwentibold war der erstgeborene, jedoch illegitime Sohn des römisch-deutschen Kaisers Arnolf von Kärnten und zunächst als dessen Nachfolger vorgesehen. Seinen Namen erhielt er von seinem Taufpaten, dem mährischen Knjazen Svatopluk I. (Zwentibold ist die frankisierte Form von Svatopluk).
Nachdem Arnolf jedoch mit Ludwig dem Kind 893 ein legitimer Sohn geboren worden war, setzte Arnolf stattdessen gegen den Widerstand des dortigen Adels die Wahl Zwentibolds als König von Lotharingien durch. Zwentibold wurde vom Adel weiterhin abgelehnt. Nach Arnolfs Tod fielen die führenden Adligen Lotharingiens von Zwentibold ab, riefen seinen zu diesem Zeitpunkt erst siebenjährigen Halbbruder Ludwig, der am 4. Februar 900 in Forchheim zum König des Ostfrankenreichs erhoben worden war, ins Land und huldigten diesem, wodurch sich der Adel die Wahrung seiner eigenen Interessen erhoffte.
Zwischen dem 27. März und dem 13. Juni 897 heiratete er Oda (* 875/880; † 2. Juli nach 952), eine Tochter des Herzogs Ottos des Erlauchten aus dem Geschlecht der Liudolfinger, auch als Ottonen bezeichnet.
In zeitgenössischen Quellen wird Zwentibold als unbegabt und hemmungslos geschildert, er förderte allerdings den Bau von Kirchen und Klöstern. 
Sein Gedenktag ist der 13. August, der Tag, an dem er nahe Susteren im Gefecht gegen die Grafen Gerhard Mosellensis (Gerhard von Metz), Matfrid und Stephan aus dem Geschlecht der Matfriden fiel. Sein Grab befindet sich in der dortigen Abtei.
Nach Zwentibolds Tod ehelichte seine Frau Oda noch im gleichen Jahr Gerhard Mosellensis († 22. Juni 910), der ihren Mann besiegt hatte.